# День ярости (2023)
«День ярости», «Всемирный день джихада», или «Пятница наводнения в Аль-Аксе» — названия пятницы 13 октября 2023 года, на которую ХАМАС призвал к глобальной «мобилизации» и причинению вреда евреям. Правоохранительные органы посоветовали израильтянам и евреям всего мира быть бдительными в этот день. ФБР предупредили о «потенциальной угрозе общественной безопасности» в США.

## Предыстория
После нападения ХАМАСа на Израиль 10 октября 2023 года бывший главарь ХАМАСа Халед Машааль из «Дохи, Катар, в роскоши, в безопасности и вдали от резни на юге Израиля» призвал сторонников провести «День ярости» в пятницу 13 октября 2023 года и провозгласил: 

Для всех учёных, которые учат джихаду, для всех, кто учит и учится, это момент применения [джихада].
 Также последовали призывы к нападению и причинению вреда израильтянам и евреям.
Совет национальной безопасности Израиля и министерство иностранных дел Израиля призвали избегать протестов и сохранять бдительность. Исторически такие призывы приводили к крупным демонстрациям и беспорядкам в секторе Газа, но пока не приводили к крупномасштабным атакам в США. Вице-президент Центра по экстремизму АДЛ Орен Сигал тоже подчёркивает, что такие призывы были распространены на Ближнем Востоке, но дополняет, что ныне они также постепенно распространяются и в США. По анализу CBS News многочисленных бюллетеней внутренних правоохранительных органов, местные экстремисты могут мобилизироваться.

### США
Представители Министерства внутренней безопасности отмечают, что для США нет реальной угрозы от атак ХАМАСа. Между тем, на федеральном уровне и на уровне многих штатов были предприняты меры по повышению безопасности. Полицейских США перевели в состояние повышенной боевой готовности, а в крупных городах США их отозвали из отпусков.
В Нью-Йорке живут около двух миллионов евреев, и предполагается, что это число вырастет, что уже приводит к недовольству американцев. Полиция города усилила меры по сохранению безопасности в ожидании потенциальных нападений. Каждого сотрудника полицейского департамента Нью-Йорка обязали быть в форме в этот день. Google Trends отмечает, что количество поисковых запросов «угрозы Нью-Йорка в пятницу» выросло на 3300 %. В Нью-Йорке закрыли ряд учебных заведений. К примеру, один из круппнейших университетов США Колумбийский университет закрылся на день ярости. Как минимум одно еврейское дошкольное учреждение в районе Куинс приняло решение закрыться в пятницу из-за потенциальной угрозы. Брюс Блейкман, руководитель округа Нассо, усилил безопасность в ешивах и религиозных учреждениях. Губернатор штата Нью-Йорк Кэти Хоукул отметила, что: 

В настоящее время нет данных, указывающих на какие-либо активные угрозы в Нью-Йорке, то есть во всем штате Нью-Йорк.
Лос-Анджелес, Чикаго и Вашингтон, округ Колумбия, усилили безопасность жителей, а также еврейских и мусульманских мест культа. В Массачусетсе усилили бдительность полиции. Среди прочих мер, предпринятых различными округами, полиция округа Уэстчестер усилила защиту школ и синагог, а в Огайо усилили меры безопасности.
Поступили сообщения о предполагаемых взрывах синагог в Чикаго и Солт-Лейк-Сити.
Еврейский альянс безопасности порекомендовал, среди прочего, следующие меры безопасности:
- открыть доступ в здание только через один вход/выход, все остальные двери закрыть и не пускать незнакомых;
- не принимать неожиданные посылки;
- проверять периметр зданий и сообщать о всем подозрительном правоохранительным органам;
- проверить, что камеры и дополнительные системы работают.

Глава Сети безопасного сообщества Майкл Мастерс заявил в четверг, что несмотря на заявление ХАМАСа, «на данный момент нам не известно о каких-либо прямых достоверных угрозы еврейской общине в США». Еврейская федерация Детройта заверила, что угрозы в их районе нет.

### Канада
В Канаде некоторые еврейские семьи решили не посылать в этот день своих детей в школу. В Торонто повысили полицейскую готовность.
Еврейские учреждения и общины в Монреале перевели в состояние повышенной готовности. Еврейская больница общего профиля Монреаля отложила все приемы на случай повышенного спроса к оказанию медицинских услуг. Житель Ванкувера Гейб Гарфинкель отметил: 

Многие люди напуганы. Многие люди не знают, что произойдет. Террористы побеждают, когда они вызывают террор, когда они вызывают страх, и из-за масштаба и размаха того, что произошло в Израиле, мы должны серьёзно относиться к этим угрозам.

### Великобритания
В Лондоне две еврейские школы закрыли в пятницу, так как был замечен рост антисемитских инцидентов.

### Украина
В Киеве полиция дежурит возле центральной синагоги.

### Остальной мир
Усилены меры безопасности во всех посольствах Израиля.

## Демонстрации
В ряде стран прошли демонстрации и десятки тысяч людей по всему миру вышли на улицу поддержать призывы ХАМАСа. Так, в столице Ирака Багдаде на площади Тахрир Муктадой ас-Садром была проведена демонстрация, на которой участники скандировали: «Нет оккупации! Нет Америке!».
В столице Ирана Тегеране, по информации журналиста AFP, митингующие махали флагами Ирана, Палестины, Ливана и «Хезболлы», а на транспорантах были призывы: «Долой Америку» и «Долой Израиль».
В столице Йемена Сане и в столице Пакистана Исламабаде исламские деятели наступили на флаги США и Израиля, показывая своё неуважение этим странам. Под тысячу мусульман пришли на демонстрацию в Куала-Лумпуре (Малайзия), кричали «Раздави сионистов!» и сожгли две фигуры с израильскими флагами. В Индонезии обратились с призывом помолиться за мир и безопасность палестинского народа.
Во Франции ввели полный запрет на все пропалестинские протесты. В Венгрии запретили проводить демонстрации в поддержку ХАМАСа.
Примерно 10 000 человек в Иордане прошли маршем на израильскую границу, но в итоге были разогнаны местными силами безопасности с применением слезоточивого газа. Демонстрации прошли и в Тунисе.

## Убийства и покушения на убийства
На призывы ХАМАСа ко «дню ярости» откликнулись нападениями с ножами в Китае и Франции.

### Франция
Во Франции в городе Аррас приехавший из России во Францию в 2008 году чеченец Мохаммад Могушков 2003 года рождения, который находился под наблюдением полиции, с криками «Аллах Акбар» на школьной автостоянке убил профессора литературы Доминика Бернара, преподавателя французского языка. Ещё два сотрудника учебного заведения, учитель и охранник, получили серьёзные ранения (один в критическом состоянии). В городе были закрыты все школы. Подозреваемого и его брата смогли задержать.
31 октября 2023 года Франция решила, что хочет депортировать обратно в Российскую Федерацию 39 россиян, которые являются «приверженцами радикального ислама». 

### Китай
На сотрудника посольства Израиля в Пекине напали и ранили ножом, он был госпитализирован. Нападение попало на видео, где видно как один человек валит другого и ударяет ножом в спину, руки и грудь, а пострадавший, истекая кровью, прячется в здании.